# Vivian Pellizari
Vivian Helena Pellizari é uma cientista antártica brasileira conhecida por seu trabalho no estabelecimento da microbiologia antártida no Brasil. Pellizari é a diretora do Departamento de oceanografia biológica, no Instituto Oceanográfico da Universidade de São Paulo.

## Carreira e impacto
A pesquisa de Pellizari concentra-se em extremófilos, microbiologia, e ecologia microbiana marinha  em diferentes ecossistemas antárticos. Pellizari também tem contribuído para a formação de novas áreas de pesquisa sobre a Antártica, na América latina , incluindo astrobiologia, genômica de extremófilos e ecologia microbiana molecular. Ela é parte de um consórcio que aborda o tema Aerobiologia na Antártica, e fez parte do Instituto Nacional de Ciência e Tecnologia - Antarctic Environmental Research  INCT –APA e apoio a projectos relacionados com o Instituto Nacional de ciência e tecnologia criosférica .
Pellizari esteve envolvida na organização de eventos de alcance público para compartilhar informações sobre o ambiente de Antártida  nas escolas, feiras científicas e locais públicos, como parques (Parque Villa Lobos) e no metrô da cidade de São Paulo.